# بیانکا کایلیک
بیانکا کایلیک (انگلیسی: Bianca Kajlich; ‎/biˈɑːŋkə ˈkaɪl[invalid input: 'ɨ']k/‎؛ زادهٔ ۲۶ مارس ۱۹۷۷) یک هنرپیشه اهل ایالات متحده آمریکا است.

## گزیده فیلمشناسی
از فیلم‌ها یا برنامه‌های تلویزیونی که وی در آن نقش داشته‌است می‌توان به آثار زیر اشاره کرد.
- ۱۰ چیز درباره تو که ازشان متنفرم (۱۹۹۹)
- آن را روشن کنید (۲۰۰۰)
- ۳۰ دقیقه یا کمتر (فیلم) (۲۰۱۱)
- غیب‌گو (مجموعه تلویزیونی) (۲۰۰۷)
- قواعد نامزدی (۲۰۰۷–۱۳)
- زیاد ذوق‌زده نشو (۲۰۱۷)